# Phytocoris nicholi
Phytocoris nicholi är en insektsart som beskrevs av Knight 1928. Phytocoris nicholi ingår i släktet Phytocoris och familjen ängsskinnbaggar. Inga underarter finns listade i Catalogue of Life.